# Александрович, Хаим Моисеевич
Ха́им Моисе́евич Александро́вич (идиш הײם אַלעקפֿאַנדראַװיטש‎; 1903, Гродно — 1945) — журналист, участник революционного движения в Западной Белоруссии, партизанского движения на территории Минской области во время Второй мировой войны.

## Биография
Родился в 1903 году в Гродно (ныне Республика Беларусь).
Член КПЗВ с 1923. Окончил партийную школу КПЗБ (1927). Учился пару лет в еврейской секции московского Коммунистического университета национальных меньшинств Запада имени Ю. Мархлевского, там же редактировал студенческий журнал «Майревник» (совместно с Александром Брахманом). Писал статьи для советских периодических изданий на идише. С 1931 зав. отделом ЦК КПЗБ в Гродно. Участвовал в создании единого антифашистского народного фронта в Гродно. Неоднократно подвергался арестам властями Польши.
После побега из тюрьмы был заочно приговорен к смертной казни. Вскоре после этого он был задержан, но поскольку был под вымышленным именем, то был приговорен к восьми годам лишения свободы. Впоследствии освобождён по амнистии.
После воссоединения Западной Белоруссии с БССР в 1939 работал в должности заместителя директора Гродненского кожевенного завода. В 1940 избран депутатом Гродненского городского Совета. Во время Второй мировой войны с марта 1942 был бойцом партизанского отряда «Мститель» партизанской бригады «Народные мстители» им. В. Т. Воронянского, действовавшей в Минской области. Совместно Гришем Добиным редактировал литературный партизанский журнал.
После освобождения Беларуси работал обеспеченцем спиртового треста в Вилейке. Умер 7 марта 1945 года.
В Гродно его именем названа улица.